# キャラぱら!
キャラぱら!（きゃらぱら）は毎週月曜から金曜の11時23分から11時25分にカンテレで2012年4月2日から2021年4月2日まで放映されていたミニ番組である。
全国のご当地ゆるキャラマスコットをはじめ、ご当地ヒーローも紹介していく。なお、『キャラぱら!』に出てきたご当地キャラを各都道府県ごとに紹介していく姉妹番組に『キャラコレ!』が不定期に放映されている。